# 하다치역
하다치역(일본어: 羽立駅)은 일본 아키타현 오가시에 위치한 동일본 여객철도 오가 선의 철도역이다. 단선 승강장 1면 1선의 구조를 갖춘 지상역이다.

## 이용 현황
| 승차 인원 추이 | 승차 인원 추이 |
| 연도           | 1일 평균       |
| -------------- | -------------- |
| 2000           | 425            |
| 2001           | 388            |
| 2002           | 370            |
| 2003           |                |
| 2004           |                |
| 2005           |                |
| 2006           |                |
| 2007           |                |
| 2008           |                |
| 2009           |                |

## 역 주변
- 국도 제101호선

## 역사
- 1915년 12월 1일 : 국철의 역으로서 미나미아키타군 후나카와미나토 정에서 개업.
- 1987년 4월 1일 : 일본국유철도 분할 민영화에 의해, 동일본 여객철도가 승계.
- 2004년 3월 31일 : 당 역에서 가장 가까운 아키타 현립 오가 고등학교 폐교.
- 2006년 3월 31일 : 간이 위탁 해제. 완전 무인화.
- 2014년 : 배리어 프리 대응 역사 신축 완공.

## 인접 역
| 동일본 여객철도 오가 선         | 동일본 여객철도 오가 선 | 동일본 여객철도 오가 선 |
| ------------------------------- | ----------------------- | ----------------------- |
| 와키모토 아키타 · 오이와케 방면 | ■ 오가 선               | 오가 오가 방면          |